# Arquiparque

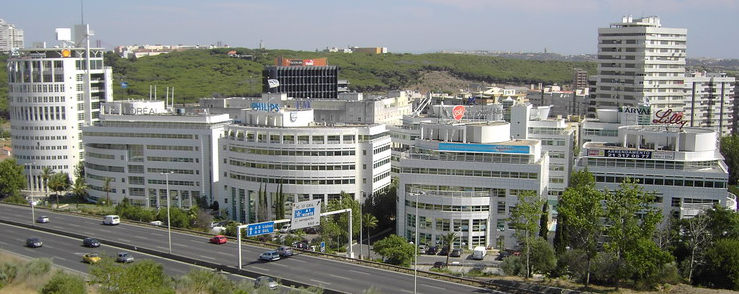
Der Arquiparque

Der Arquiparque ist eine Bürostadt im Neubaugebiet Miraflores der portugiesischen Kleinstadt Algés. Sie wurde ab Beginn der 1990er Jahre in zwei Bauabschnitten (Arquiparque I und Arquiparque II) entlang der Autobahn A5 errichtet.
Der Büropark ist Sitz zahlreicher Firmen aus den Sektoren Pharma, Informatik, Finanzwesen, Telekommunikation, Immobilien, Beratung, Elektronik und Kosmetik. Mehr als 1600 Menschen arbeiten dort.